# Велс (Минесота)
Велс (енгл. Wells) град је у америчкој савезној држави Минесота.

## Демографија
По попису из 2010. године број становника је 2.343, што је 151 (-6,1%) становника мање него 2000. године.
| Група             | 2000.         | 2010.         |
| Белци             | 2.344 (94,0%) | 2.127 (90,8%) |
| Афроамериканци    | 1 (0,0%)      | 4 (0,2%)      |
| Азијати           | 17 (0,7%)     | 18 (0,8%)     |
| Хиспаноамериканци | 118 (4,7%)    | 172 (7,3%)    |
| Укупно            | 2.494         | 2.343         |